# ولاية التأمين الصحي
ولاية التأمين الصحي هي إما تفويض أو انتقادات لولاية الفردية للحصول على تأمين صحي خاص بدلاً من خطة تأمين صحي وطني.

## أستراليا
برنامج التأمين الصحي الطبيعي الأسترالي ومعروف بالرعاية الصحية، ويتم تمويله عن طريق الضرائب العامة بما في ذلك ضريبة الرعاية الصحية على الأرباح، إن استخدام برنامج الرعاية الصحية ليس إلزاميًا وأولئك الذين يشترون التأمين الصحي الخاص يحصلون على خصم تموله الحكومة على أقساط التأمين. الأفراد الذين لديهم دخل سنوي مرتفع (70,000 دولار أسترالي في الميزانية الفيدرالية لعام 2008) والذين ليس لديهم مستويات محددة من تغطية المستشفيات الخاصة يخضعون لتكلفة إضافية بنسبة 1% على الرعاية الطبية. قد يكون الأشخاص من ذوي الدخول المتوسطة وما دون ذلك مؤهلين للحصول على إعانات لشراء التأمين الخاص، لكنهم لا يواجهون أي عقوبة لعدم شرائها. يجب على شركات التأمين الخاصة الامتثال للقضية المضمونة ومتطلبات التصنيف المجتمعي، ولكن قد تحد من تغطية الأمراض الموجودة مسبقًا لمدة تصل إلى عام واحد لتثبيط الاختيار السلبي.

## اليابان
يوجد في اليابان نظام عالمي للرعاية الصحية يفرض على جميع السكان الحصول على تأمين صحي، سواء في العمل أو من خلال شركة تأمين مجتمعية محلية، ولكنها لا تفرض عقوبات على الأفراد لعدم وجود تأمين. وزارة الصحة اليابانية "يسيطر بإحكام أسعار الرعاية الصحية وصولا إلى أصغر التفاصيل. كل سنتين، الأطباء ووزارة الصحة التفاوض على سعر ثابت لكل إجراء وكل دواء، وهذا يساعد في الحفاظ على أقساط التأمين إلى حوالي 280 دولار في الشهر للعائلة اليابانية المتوسطة." يتم تحديد أقساط التأمين من قبل الحكومة، مع إصدار مضمون وتقييم المجتمع. لا يُسمح لشركات التأمين برفض المطالبات أو التغطية، أو جني الأرباح (يتم ترحيل صافي الإيرادات إلى العام المقبل، وإذا كانت قيمة الترحيل كبيرة، تنخفض الأقساط) حوالي 10% يتهربون من قسط التأمين الإلزامي؛ الحكومات البلدية لا تصدر لهم بطاقات تأمين، والتي يطلبها مقدمو الخدمة. يتوفر التأمين الخاص الطوعي من خلال العديد من المصادر بما في ذلك أرباب العمل والنقابات لتغطية النفقات التي لا يغطيها التأمين القانوني، ولكن هذا يمثل حوالي 2% فقط من نفقات الرعاية الصحية. في الممارسة العملية، لن يحرم الأطباء الرعاية للمرضى في النظام العالمي ذي الأسعار المنخفضة لأنهم يشكلون الغالبية العظمى من المرضى في جميع أنحاء البلاد، ولن يكون الأطباء قادرين على كسب ما يكفي من خلال خدمة العدد الصغير فقط من المرضى الذين لديهم تأمين خاص. يبلغ إجمالي الإنفاق حوالي نصف المستوى الأمريكي، ويدعم دافعو الضرائب الفقراء.

## هولندا
لدى هولندا تفويض للتأمين الصحي. وتسمح للشركات الربحية بالتنافس على خطط تأمين التغطية الدنيا، على الرغم من وجود شركات تأمين متبادلة أيضًا، لذا فإن استخدام شركة تأمين تجارية هادفة للربح ليس إلزاميًا. الحكومة تنظم شركات التأمين وتدير معادلة المخاطرآلية لدعم شركات التأمين التي تضمن عملاء أكثر تكلفة نسبيا. العديد من الميزات باستمرار مستوى الأقساط التي تسهل الامتثال العام للولاية. تكلفة الرعاية الصحية في هولندا أعلى من المتوسط الأوروبي لكنها أقل من الولايات المتحدة. يتم دفع نصف تكلفة التأمين للبالغين عن طريق ضريبة مرتبطة بالدخل والتي توجه نحو دعم التأمين الخاص عن طريق صندوق إعادة التأمين ضد المخاطر الذي تديره الجهة المنظمة. الحكومة تدفع التكلفة الكاملة للأطفال. 40% من السكان مؤهلين للحصول على إعانة متميزة. يقدر أن حوالي 1.5% في المائة من السكان القانونيين غير مؤمن عليهم. لم يتصور مهندسين الولاية الهولندية أي مشكلة في عدم الامتثال.

## سويسرا
نظام سويسرا يشبه نظام هولندا حيث تتنافس شركات التأمين الخاصة المنظمة على توفير الحد الأدنى الضروري من التغطية للوفاء بولايتها. لا ترتبط العلاوات بالدخل، لكن الحكومة تقدم إعانات لأفراد الطبقة الدنيا لمساعدتهم على دفع تكاليف خططهم. تلقى حوالي 40% من الأسر نوعًا من الدعم في عام 2004. والأفراد أحرار في الإنفاق بقدر ما يريدون لخططهم وشراء خدمات صحية إضافية إذا رغبت في ذلك. يتمتع النظام بتغطية عالمية افتراضية، حيث يتمتع حوالي 99% من الأشخاص بالتأمين. تم إنشاء القوانين وراء النظام في عام 1996. قضية حديثة في البلاد هي ارتفاع تكاليف الرعاية الصحية، والتي هي أعلى من المتوسطات الأوروبية. ومع ذلك، فإن هذه التكاليف المتزايدة لا تزال أقل بقليل من الزيادات في الولايات المتحدة.

## الولايات المتحدة

### التاريخ
تم اقتراح التفويض الفردي لشراء الرعاية الصحية في البداية من قبل مؤسسة التراث المحافظة سياسيًا في عام 1989 كبديل للرعاية الصحية لشخص واحد. كتب ستيوارت باتلر، وهو مؤيد مبكر للولاية الفردية في مؤسسة التراث، ما يلي:
إذا قام شاب بتحطيم سيارته البورش ولم يكن لديه البصيرة للحصول على التأمين، فقد نشعر بالرضا، ولكن المجتمع لا يشعر بأي التزام بإصلاح سيارته. لكن الرعاية الصحية مختلفة. إذا أصيب رجل بنوبة قلبية في الشارع، فسيهتم الأمريكيون به سواء كان لديه تأمين أم لا.
غيرت مؤسسة التراث موقعها في عام 2011، ووصفت الولاية الفردية بأنها غير دستورية.
منذ بدايتها، كان السياسيون الجمهوريون يؤيدون فكرة التفويض الفردي كنهج السوق الحرة لإصلاح الرعاية الصحية. من بين المؤيدين تشارلز جراسليي، وميت رومني، والراحل جون شافي. كان هناك شعور بأن التفويض الفردي له صدى للمبادئ المحافظة للمسؤولية الفردية، وأدركت المجموعات المحافظة أن سوق الرعاية الصحية كان فريدًا.
في عام 1993، اقترح الرئيس بيل كلينتون مشروع قانون لإصلاح الرعاية الصحية يتضمن تفويضًا لأرباب العمل لتوفير التأمين الصحي لجميع الموظفين من خلال سوق منظم لمنظمات الصيانة الصحية وولاية فردية. ومع ذلك، فشلت خطة كلينتون وسط مخاوف من أنها كانت معقدة للغاية أو غير واقعية، وفي مواجهة وقبل غير مسبوق من الإعلانات السلبية التي تمولها الجماعات المحافظة سياسيا وصناعة التأمين الصحي. في ذلك الوقت، اقترح أعضاء مجلس الشيوخ الجمهوريين مشروع قانون كان يتطلب من الأفراد وليس أرباب العمل، شراء التأمين، كبديل لخطة كلينتون.
تضمنت خطة هيلاري كلينتون في عام 2008 ولاية فردية.

### ماساتشوستس
سُنَّت ولاية التأمين الصحي الفردي في البداية على مستوى الولاية: قانون إصلاح الرعاية الصحية لعام 2005 في ماساتشوستس. في عام 2006، وقع الجمهوري ميت رومني، حاكم ماساتشوستس آنذاك، تفويضًا فرديًا ليصبح قانونًا بدعم قوي من الحزبين. في عام 2007، اجتذب مشروع قانون لمجلس الشيوخ يضم ولاية فدرالية، من تأليف بوب بينيت (R-UT) ورون وايدن (D-OR)، دعمًا كبيرًا من الحزبين. اعتبارا من عام 2016، تم تأمين أكثر من 97% من سكان ماساتشوستس، مما جعلها الدولة التي تضم أقل نسبة من الناس بدون تأمين صحي.
قبل إقرار القانون، كانت تكاليف الرعاية الصحية للفرد في ولاية ماساتشوستس هي الأعلى في أي جزء من البلاد باستثناء العاصمة من عام 2003 إلى 2008 (قبل ثلاث سنوات واثنان بعد التشريع) استمرت أقساط التأمين في ولاية ماساتشوستس في تجاوز بقية الولايات المتحدة، ومع ذلك، فقد تباطأ معدل النمو من عام إلى آخر في ولاية ماساتشوستس نتيجة للقانون.
تبنت نيوجيرزي ومقاطعة كولومبيا ولاية تأمين الرعاية الصحية الفردية اعتبارًا من 1 يناير 2019، في حين توفر ولايات أخرى تصنيف المجتمع وقضية مضمونة دون تفويض.

### قانون رعاية بأسعار معقولة
كان نجاح رومني في تنصيب ولاية فردية في ولاية ماساتشوستس قد أشاد به الجمهوريون في البداية. خلال حملة رومني الرئاسية لعام 2008، أشاد السناتور جيم ديمينت (R-SC) بقدرة رومني على «اتخاذ بعض الأفكار المحافظة الجيدة، مثل التأمين الصحي الخاص، وتطبيقها على الحاجة إلى تأمين الجميع». قال رومني نفسه عن التفويض الفردي: «أنا فخور بما فعلناه. إذا نجحت ماساتشوستس في تنفيذه، فسيكون ذلك نموذجًا للأمة». في الحملة الانتخابية الرئاسية لعام 2008، شن السناتور باراك أوباما حملة ضد ولاية فردية. هاجم أوباما هيلاري كلينتون وجون إدواردز لدعمهما للولاية الفردية خلال الديون الأساسية والإعلانات التلفزيونية.
ومع ذلك، بعد اعتماد ولاية فردية كعنصر أساسي في قانون حماية المرضى والرعاية بأسعار معقولة للرئيس أوباما في عام 2009، بدأ الجمهوريون في معارضة الولاية. في عام 2009، صوّت كل عضو جمهوري في مجلس الشيوخ (بما في ذلك بينيت، شارك في صياغة مشروع قانون 2007 يتضمن تفويضًا) على وصف الولاية بأنها «غير دستورية». (شرحًا لمعارضته، قال بينيت لاحقًا: «لم أركز على تفاصيل التعديل بقدر ما ينبغي لي، وربما كنت سأصوت بطريقة أخرى إذا كنت قد فهمت أن التفويض الفردي كان في جوهره. أردت فقط أن أعبر عن معارضتي لاقتراح أوباما في كل فرصة.») كتبت صحيفة نيويورك تايمز: «من الصعب أن نتذكر الآن، بالنظر إلى الضراوة التي هاجمها العديد من الجمهوريين على أنها هجوم على الحرية، لكن الحكم في قانون الرعاية الصحية للرئيس أوباما والذي يشترط على جميع الأميركيين شراء التأمين الصحي له جذوره في التفكير المحافظ».
السياسيون الجمهوريون الآخرون الذين دعموا في السابق التفويضات الفردية، بما في ذلك رومني وأورين هاتش، ظهروا بالمثل بوصفهم منتقدين للولاية في تشريع أوباما. في مجلة (The New Yorker)، ذكر عزرا كلاين أن «النتيجة النهائية كانت... سياسة حظيت ذات يوم بدعم واسع داخل الحزب الجمهوري واجهت فجأة معارضة موحدة.»
تضمن قانون الرعاية الميسرة الذي وقعه أوباما في عام 2010 تفويضًا فرديًا ليصبح ساري المفعول في عام 2014.
في 30 أغسطس 2013، تم نشر اللوائح النهائية للولاية الفردية في السجل الفيدرالي (78 FR 53646)، مع تصويبات بسيطة نشرت 26 ديسمبر 2013 (78 FR 78256).
بموجب قانون التخفيضات الضريبية والوظائف لعام 2017، يتم إلغاء الولاية الفردية لقانون الرعاية بأسعار معقولة اعتبارًا من عام 2019.
في 14 كانون الأول (ديسمبر) 2018، حكم قاضي المقاطعة ريد أوكونور من ولاية تكساس بأن التفويض الفردي لأوباما كاري لم يكن دستوريًا لأن "التفويض الفردي لم يعد من الممكن قراءته إلى حد ما على أنه ممارسة للسلطة الضريبية في الكونغرس ولا يزال غير مسموح به بموجب التجارة بين الولايات فقرة - بمعنى أن الانتداب الفردي غير دستوري.

### التحديات الدستورية
تم الطعن في تفويض ACA في المحاكم الفيدرالية من قبل المدعين العامين الجمهوريين في الولاية. في 28 يونيو 2012، أيدت المحكمة العليا في الولايات المتحدة الحكم باعتباره دستوريًا. ألقى كبير القضاة جون روبرتس رأي الأغلبية في الاتحاد الوطني للأعمال المستقلة ضد سيبيليوس، الذي أيد قانون حماية المرضى والرعاية المعقولة بتصويت 5-4. قضت المحكمة بأنه على الرغم من أن عنصر «التفويض الفردي» في القانون لم يكن دستوريًا بموجب البند التجاري، إلا أنه تم تفسيره بشكل معقول كضريبة وبالتالي كان صالحًا بموجب سلطة الكونغرس لـ «فرض وجمع الضرائب».
كان هناك خلاف حول ما إذا كانت الولايات الفيدرالية يمكن أن تكون دستورية. في عام 2010، أقامت غالبية الولايات الخمسين دعوى قضائية بدعوى أن الولاية الفردية كانت غير دستورية، وقام الحكام الجمهوريون المنتخبون حديثًا بحملة وعدت بإضافة ولاياتهم إلى القائمة في عام 2011. انقسمت محاكم المقاطعات الفيدرالية في البداية حول مسألة دستورية، والتي كان من المتوقع أن تصل في النهاية إلى المحكمة العليا؛ أيضًا، قد تتسبب الإجراءات التشريعية للولاية في تأخير على الأقل. قوانين المليشيا لعام 1792، بناءً على بند ميليشيا الدستور (بالإضافة إلى تصريحها الإيجابي بتشكيل جيش وبحرية)، تطلبت من كل «مواطن ذكر أبيض يتمتع بالكفاءة والقدرة» تتراوح أعمارهم بين 18 و 45 عامًا، مع بعض الاستثناءات المهني، «لتزويد نفسه» بسلاح وذخيرة؛ ومع ذلك، لم يتم تطبيقه قط لذلك لم يتم التقاضي بشأن دستوريته. في عام 1994، أصدر مكتب ميزانية الكونغرس تقريراً يصف التفويض الفردي بأنه «شكل غير مسبوق من الإجراءات الفيدرالية». وكتبت الوكالة أيضًا: «لم تطلب الحكومة أبدًا من الناس شراء أي سلعة أو خدمة كشرط للإقامة القانونية في الولايات المتحدة.»
في ورقة عمل سبتمبر 2010، مقال مقبل في مجلة القانون والحرية في جامعة نيويورك، ومحاضرة ألقاها في جامعة نيويورك، راندي بارنيت من مركز الحقوق بجامعة جورج تاون يجادل بأن التفويض غير دستوري بموجب عقيدة التجارة والضرورية والجمل المناسبة، وإنفاذها يعادل «قيادة الناس». يجادل بأن تقاعس العمل عن العمل لا يمكن الدفاع عنه إلا عندما يكون هناك واجب أساسي للشخص. وأكد أيضًا أن الكونغرس فشل في تطبيق الولاية بموجب سلطته الضريبية لأن العقوبة ليست مدرة للدخل وفقًا للقانون نفسه.
صدر قرار المحكمة العليا في الولايات المتحدة الذي يدعم الولاية الفردية في يونيو 2012، في قضية الاتحاد الوطني للأعمال المستقلة ضد سيبيليوس.

### انتقادات لولاية الفردية
جماعات الضغط التأمين (AHIP) في الولايات المتحدة تدعو إلى أن التفويض ضروري لدعم قضية مضمونة وتصنيف المجتمع، والتي تحد من الاكتتاب من قبل شركات التأمين. تقترح شركات التأمين أن الغرض من التفويض هو منع الاختيار السلبي عن طريق ضمان تأمين صحة شراء الأفراد وبالتالي توسيع نطاق المخاطر. تم النظر في التفويض في صلب مقترحات إصلاح الرعاية الصحية في الولايات المتحدة و«الضرورة القصوى» شرط مسبق للرعاية الصحية الشاملة، لأن أي إصلاح غير إلزامي قد يفشل في توسيع نطاق التغطية. استشهد منتدى AHIP / Kaiser لعام 2008 بالولايات الهولندية والسويسرية (انظر أدناه)؛ لا يذكر التقرير المنشور لـ AHIP العقوبات ولكنه يقول إن سويسرا «تطبق القواعد بعدة طرق...» في أكتوبر 2009، ذكرت Kaiser Health News أن «صناعة التأمين قلقة بشكل واضح بشأن التفويض الذي تم تغييره».
تشير بعض الدراسات التي أجريت على الأدلة التجريبية إلى أن التهديد بالاختيار السلبي مبالغ فيه، وأن كره المخاطرة والانتقاء الملائم قد يوازنه. على سبيل المثال، ضمنت عدة ولايات أمريكية القضية وحدود التصنيف، ولكن ولاية ماساتشوستس هي وحدها التي لديها ولاية فردية؛ وبالمثل، على الرغم من أن اليابان لديها تفويض رمزي، فإن حوالي 10% من الأفراد لا يمتثلون، ولا توجد عقوبة (يظلون ببساطة غير مؤمن عليهم - انظر أدناه). بدون تفويض، اعتمدت شركات التأمين التي تهدف إلى الربح بالضرورة على كره المخاطرة لتحصيل أقساط التأمين على المخاطر المتوقعة، ولكن تم تقييدها من قبل ما يرغب العملاء في دفعه؛ تفوض الولايات هذا القيد، مما يسمح لشركات التأمين بشحن المزيد يجب على الحكومات التي تفرض تفويضًا دعم أولئك الذين لا يستطيعون تحمل نفقاتها، وبالتالي تحويل التكلفة إلى دافعي الضرائب.
واجهت ولاية التأمين المعارضة من مختلف الأطياف السياسية، من اليسارية جماعات مثل حزب الخضر وغيرهم من دعاة الرعاية الصحية دافع واحد ل اليمينية جماعات مثل مؤسسة التراث، FreedomWorks، ومعهد كاتو، وكذلك بعض أعضاء من مجلس الشيوخ الأمريكي ومجلس النواب.
يقدم معارضو مثل مايكل كانون، مدير دراسات السياسة الصحية في معهد كاتو، حجة فلسفية مفادها أنه ينبغي أن يكون للناس الحق في العيش دون تدخل اجتماعي من الحكومة كمسألة حرية فردية. وقد صرح أن الحكومات الفيدرالية وحكومات الولايات والحكومات المحلية ليست مستعدة أو قادرة على جمع الأموال اللازمة لدعم الأشخاص الذين لا يستطيعون حاليًا الحصول على التأمين بشكل فعال. ذكر أيضًا أن تكاليف زيادة التغطية أعلى بكثير من الإصلاحات الأخرى، مثل تقليل عدد الأخطاء والحوادث في العلاج، والتي من شأنها أن تحقق أكبر أو أكثر فائدة للمجتمع.
استمرت استطلاعات الرأي العام في الفترة من 2009 إلى 2012 في العثور على أن معظم الأميركيين رفضوا معاقبة الأشخاص لعدم شراء التأمين الصحي.

## ولايات صاحب العمل
في الولايات المتحدة، يشتمل قانون حماية المرضى والرعاية المعقولة (PPACA) على كل من صاحب العمل والأفراد الذين يدخلون حيز التنفيذ في عام 2014. تتطلب ولاية صاحب العمل في PPACA من جميع الشركات التي لديها 50 موظفًا بدوام كامل أو أكثر توفير الحد الأدنى من التأمين الصحي بأسعار معقولة إلى 95% على الأقل من موظفيها بدوام كامل ومعاليهم حتى سن 26 عامًا، أو دفع رسوم بحلول عام 2016. في أكبر دول الاتحاد الأوروبي، فرنسا وألمانيا، يفرض التأمين الصحي القانوني (SHI) على أرباب العمل والموظفين دفع أموال في صناديق المرض القانونية. في فرنسا، التأمين الصحي الخاص (PHI) طوعي ويستخدم لزيادة معدل السداد من نظام المرض القانوني. ينطبق الأمر نفسه في ألمانيا حيث يُمكن أيضًا إلغاء الاشتراك من SHI إذا كنت رابحًا كبيرًا وفي PHI ولكن إذا كان الشخص قد بلغ من العمر 55 عامًا وكان في قطاع PHI يجب أن يظل مشمولًا بـ PHI ولا يمكن الاشتراك مرة أخرى في SHI. يمكن للأشخاص العاطلين عن العمل عادة الاستمرار في دفع مدفوعاتهم من خلال التأمينات الاجتماعية ويتلقى الفقراء جداً الدعم من الحكومة للتأمين. يتم التأمين على معظم العمال من خلال العضوية الإلزامية في «صناديق المرض» التي هي كيانات غير هادفة للربح تم تأسيسها في الأصل من قبل النقابات وأصبحت الآن تتمتع بوضع قانوني. في ألمانيا وفرنسا، كما هو الحال في معظم تمويل الرعاية الصحية الأوروبي، تختلف المساهمة الشخصية في تمويل الرعاية الصحية وفقًا لمستوى دخل الشخص وليس وفقًا لحالته الصحية. 0.2% فقط من الألمان غير مؤمن عليهم، معظمهم من أصحاب المهن الحرة والأغنياء والفقراء، والأشخاص الذين فشلوا في دفع اشتراكات التأمين القانوني أو أقساط التأمين الصحي الخاص. بين عامي 1990 و 2000، انخفضت حصة دخل SHI الفرنسي التي تأتي مباشرة من الموظفين عن طريق الرواتب من حوالي 30% إلى 3% فقط وانخفضت أيضا مساهمات صاحب العمل المباشرة. كان الفرق هو ارتفاع الدخل من الضرائب الحكومية، وبالتالي توسيع قاعدة المساهمة الإلزامية لنظام التأمين الصحي.